# Ахматово (Болгария)
Ахматово (болг. Ахматово) — село в Болгарии. Находится в Пловдивской области, входит в общину Садово. Население составляет 236 человек.
Село Ахматово находится на Фракийской равнине, в 3 км южнее села Поповица, с котором связано автодорогой, в Поповице проходит автотрасса E 80, по ней до областного центра — города Пловдив, 28 км.

## Политическая ситуация
В местном кметстве Ахматово, в состав которого входит Ахматово, должность кмета (старосты) исполняет Йордан Ваклушев Йорданов (Болгарская социалистическая партия (БСП)) по результатам выборов.
Кмет (мэр) общины Садово — Марин Драганов Йосифов (инициативный комитет) по результатам выборов.